# Fortunato da Brescia
Fortunato da Brescia OFM (* 1. Dezember 1701 in Brescia als Girolamo Ferrari; † 11. Mai 1754 in Madrid) war ein italienischer Theologe, Franziskaner und Philosoph.

## Leben
Girolamo Ferrari kam aus einer angesehenen Familie, die aus Mantua stammte. Am 29. September 1718 trat er in den Orden der Franziskaner-Reformaten ein und erhielt den Ordensnamen Fortunato (lat. Fortunatus). Fortunato war Generalsekretär seines Ordens und stand am spanischen Hof der Bourbonen in hoher Gunst.

## Wirken
Als Philosoph war er einer der ersten, der die Lehren der scholastischen Philosophie und die Entdeckungen der Naturwissenschaften zusammenführte. Seine naturwissenschaftliche Arbeit war durch den ausgiebigen Gebrauch des Mikroskops gekennzeichnet, wobei er dem Beispiel Malpighis folgte. Er beteiligte sich nicht an den seinerzeit herrschenden Diskussionen über den Vitalismus, sondern folgte vielmehr dem methodischen Weg der Naturwissenschaft seiner Zeit. Fortunato war davon überzeugt, dass die Kenntnis der mikroskopischen Anatomie der Schlüssel zu den Geheimnissen der Natur wäre. Daher hielt er zwei Dinge für von größter Bedeutung:
1. die experimentelle Untersuchung der histologischen Beschaffenheit der verschiedenen Organe, um daraus etwas über ihre Funktionen zu erfahren;
2. die Trennung dieser Organe in ihre Elemente, um ihren embryologischen Ursprung zu bestimmen.

Bei seinen Forschungen beschränkte er sich auf die mikroskopische Untersuchung der Teile des Organismus und es gelang ihm auf diese Weise, Gewebe und Organe viele Jahre vor Xavier Bichat  (1800) zu klassifizieren, der alle Anerkennung für die Klassifizierung erhielt. Fortunato war der erste, der zwischen Geweben und Organen unterschied. Er begründete die Idee von Geweben oder, wie er schrieb, „von jenen organischen Teilen, die eine bestimmte Struktur besitzen, die mit dem Mikroskop sichtbar und durch ihre Bestandteile gekennzeichnet ist“. Mit hinreichender Genauigkeit beschrieb er Binde- und Knochengewebe. Die morphologischen Gesamtheit der verschiedenen Gewebe nennt er das „Gewebesystem“; und die physiologische Gesamtheit der verschiedenen Organe nennt er das „Organsystem“.
Aus seinen genauen Beschreibungen geht hervor, dass sich seine Forschungen auf viele Tierarten und insbesondere auf Insekten erstreckten.